# George Smith (ragbista)
George Smith (* 14. července 1980, Manly v Novém Jižním Walesu) je bývalý australský ragbista, který hrál jako rváček a vazač. V roce 2023 byl jmenován do Ragbyové světové síně slávy. V roce 2012 obdržel Řád Austrálie. 
Za Austrálii odehrál 111 zápasů, během kterých si připsal 45 bodů (2000 – 2013). V roce 2001 vyhrál Pohár 3 národů. S reprezentací získal 2. místo na MS 2003. Při desetiletém výročí profesionalní éry byl v roce 2005 vybrán jako pravý rváček do australské sestavy desetiletí. Odehrál 6 zápasů za Barbarians.
Na klubové úrovni vyhrál s klubem Brumbies dvakrát soutěž Super 12 (2001 a 2004). V letech 2006 až 2009 byl nejlepším hráčem Super 14. Čtyřikrát se stal vítězem japonské ligy s týmem Suntory Sungoliath (2012, 2013, 2017, 2018). V sezoně 2015/16 byl vybrán jako hráč Wasps do nejlepší sestavy roku anglické ligy. Kariéru ukončil v roce 2019 v Bristolu.

## Klubová kariéra
- 1999/2000 – 2009/2010 ACT Brumbies
- 2010/2011 Toulon
- 2011/2012 Stade Francais
- 2011/2012 – 2013/2014 a 2016/2017 – 2018 Suntory Sungoliath
- 2012/2013 ACT Brumbies
- 2014/2015 Lyon
- 2015/2016 Wasps
- 2016/2017 – 2017/2018 Queensland Reds
- 2018/2019 Bristol